# Гірські дощові ліси Луангпхабангу
Гірські дощові ліси Луангпхабангу (ідентифікатор WWF: IM0121) — індомалайський екорегіон тропічних та субтропічних вологих широколистяних лісів, розташований на півночі Центрального Індокитаю. 

## Географія
Екорегіон гірських дощових лісів Луангпхабангу простягається від провінцій Пхетчабун та Чаяпхум в Центральному Таїланді через південь Північного Лаосу до західних районів провінції Нгеан у В'єтнамі. Він охоплює гори Луангпхабанг, що складають найсхіднішу частину Тайського нагір'я, гори Пхетчабун, плато Сіангкхуанг та північно-західну частину Аннамських гір або гір Чионгшон. Загалом екорегіон має гористий рельєф, і більша його частина лежить на висоті понад 800 м над рівнем моря. Тут розташована гора Пхубіа висотою 2819 м, найвища вершина Лаосу.
На півночі екорегіон поступово переходить у субтропічні ліси Північного Індокитаю, на сході — у дощові ліси півночі Аннамських гір, на заході — у вологі листяні ліси Північного Таїланду та Лаосу, а на півдні — у вологі листяні ліси Північного Корату та у сухі ліси Центрального Індокитаю. Межі між першими трьома екорегіонами є доволі умовними та визначаються поступовою зміною кількості опадів і тривалості сухого сезону.

## Клімат
На заході і півдні регіону переважає саванний клімат (Aw за класифікацією кліматів Кеппена) або мусонний клімат (Am за класифікацією Кеппена), на сході — вологий субтропічний клімат (Cwa за класифікацією Кеппена), а у високогір'ях — високогірний субтропічний клімат (Cwb за класифікацією Кеппена). В горах Північного Лаосу середньорічна кількість опадів коливається від 2000 до 3000 мм. Більшість з них випадає під час сезону мусонів, за яким слідує тривалий сухий сезон.

## Флора
В горах регіону зустрічаються різноманітні лісові угруповання — листяні, мішані та хвойні ліси і рідколісся. Розподіл цих угруповань залежить від кількості опадів, ґрунтів та висоти над рівнем моря.
На висоті приблизно 800 м над рівнем моря поширені перехідні вологі вічнозелені ліси, основу яких складають дерева гурджун (Dipterocarpus turbinatus), воскові дерева (Toxicodendron succedaneum), а також різні представники родин Букові (Fagaceae) та Лаврові (Lauraceae). Також в цих лісах зростають різноманітні пальми, зокрема цукрові пальми (Arenga pinnata), різні види каріот (Caryota spp.) та ротангових пальм (Calamus spp.).
В горах на висоті від 1000 до 1500 м над рівнем моря ростуть вічнозелені ліси, в яких домінують щетинясті кастанопсіси (Castanopsis hystrix) з родини букових (Fagaceae). Також в цих лісах зустрічаються амли (Phyllanthus emblica), китайські лаври (Antidesma bunius), високі хеліції (Heliciopsis terminalis) та мітлисті вендландії (Wendlandia paniculata). Вторинні вічнозелені ліси, які у минулому значно постраждали від розчистки та спалювання, характеризуються меншою висотою та відкритим підліском.
У високогір'ях регіону також зустрічаються відкриті мішані ліси, основу яких складають як листяні види дерев, зокрема дуби Гріффіта (Quercus griffithii) і пилчасті дуби (Quercus serrata), так і хвойні кетелерії Евеліна (Keteleeria evelyniana). В лісах, що ростуть на тонких ґрунтах і гранітних схилах, домінують колосисті енгельгардії (Engelhardia spicata), а в їхньому підліску домінує звичайний орляк (Pteridium aquilinum). На ґрунтах, материнською породою для яких виступають глинисті сланці або пісковики, ростуть відкриті насадження кхасійської сосни (Pinus kesiya). 

## Фауна
Серед рідкісних великих ссавців, поширених в регіоні, слід відзначити гаура (Bos gaurus), індокитайського серау (Capricornis sumatraensis maritimus), індійського замбара (Rusa unicolor cambojensis), сіамського броворогого оленя (Rucervus eldii siamensis), сірого індокитайського лангура (Trachypithecus crepusculus), північного білощокого гібона (Nomascus leucogenys) та білорукого гібона (Hylobates lar). Тут живе найбільша популяція індійських слонів (Elephas maximus indicus) у Лаосі. Серед великих хижих ссавців, що зустрічаються в регіоні, слід відзначити індокитайського тигра (Panthera tigris corbetti), індокитайського леопарда (Panthera pardus delacouri), димчасту пантеру (Neofelis nebulosa), золотисту котопуму (Catopuma temminckii), гірського куона (Cuon alpinus), гімалайського ведмедя (Ursus thibetanus) та малайського ведмедя (Helarctos malayanus), а серед дрібних хижаків — аннамську пальмову цивету (Chrotogale owstoni), мармурову кішку (Pardofelis marmorata) та бенгальського кота (Prionailurus bengalensis).
В межах екорегіону зустрічається понад 540 видів птахів. Серед поширених в екорегіоні птахів слід відзначити сіамського лофура (Lophura diardi), сріблястого лофура (Lophura nycthemera), синьокрилого павича (Pavo muticus), білощокого калао (Anorrhinus austeni), гірського пінона (Ducula badia), сіроголового папугу (Psittacula finschii), золоточубу синицю (Melanochlora sultanea), гірського оливника (Ixos mcclellandii) та майже ендемічних лаоських фульвет (Fulvetta danisi), темних чагарниць (Garrulax castanotis) і анамських турдинул (Gypsophila annamensis).

## Збереження
Оцінка 2017 року показала, що 8282 км², або 20 % екорегіону, є заповідними територіями. Природоохоронні території включають: Національний парк Кхуннан, Національний парк Намнао, Національний парк Маечарім, Національний парк Намтокчаттракан, Національний парк Пхухінронгкла, Національний парк Пхукрадуенг, Національний парк Пхупхаман, Національний парк Пхусойдао, Національний парк Сінан, Національний парк Тхунг-Салаенг-Луанг та Природний заповідник Пхулуанг в Таїланді, а також Національний парк Фу-Кхао-Кхуай, Національний парк Нам Ет-Фу Луі та Національний заповідник Нампхой в Лаосі.